# Дила
Дила (на турски: Dila Hanım) e турски драматичен сериал, излязъл на телевизионния екран през 2012 г.

## Излъчване
| Сезон | Сезон | Епизоди | Начало на сезона  | Край на сезона | Всички епизоди | ТВ сезон    | ТВ канал        |
| ----- | ----- | ------- | ----------------- | -------------- | -------------- | ----------- | --------------- |
|       | 1     | 35      | 14 септември 2012 | 14 юни 2013    | 1 – 35         | 2012 – 2013 | Star TV         |
|       | 2     | 27      | 20 септември 2013 | 25 април 2014  | 36 – 62        | 2013 – 2014 | Star TV/Show TV |

## Актьорски състав
- Еркан Петеккая – Ръза Селамоолу
- Хатидже Шендил – Дила Баразоолу
- Хюля Дарджан – Мелике Селамоолу
- Неджип Мемил – Азер Баразоолу
- Йонджа Джевхер – Султан Баразоолу
- Енгин Шенкан – Сеит Баразоолу
- Октай Гюрсой – Метин
- Йозлем Токаслан – Хайрие
- Йешим Гюл Ашкар – Ерен
- Макбуле Ситаре Акбас – Ясемин
- Али Дюсенкалкар – Джанип
- Хюсейн Сойсалан – Хайдар
- Айфер Дьонмез – Фатма Селамоолу
- Асуман Бора – Гурбет
- Едже Оздикици – Хюля
- Гюзин Алкан – Мюрвет
- Джан Нергис – Ихсан Баразоолу
- Дидем Балимн – Азру
- Бенги Йозтюрк – Джанан
- Озан Чобаноолу – Сердар
- Билур Дуру – Мелис
- Емре Мелемез – Кадир

## В България
В България сериалът започва излъчване на 17 ноември 2014 г. по Диема Фемили и завършва на 23 юни 2015 г. На 13 октомври 2016 г. започва повторно излъчване по Нова телевизия и завършва на 1 юни 2017 г. Ролите се озвучават от Ани Василева, Силвия Русинова, Яница Митева, Александър Воронов, Здравко Методиев и Александър Митрев.